# Chouilly
Chouilly – miejscowość i gmina we Francji, w regionie Grand Est, w departamencie Marna.
Według danych na rok 1990 gminę zamieszkiwało 930 osób, a gęstość zaludnienia wynosiła 58 osób/km².